# Chester Frazier
Chester Frazier, né le 14 avril 1986, à Baltimore, au Maryland, est un ancien joueur et entraîneur américain de basket-ball. Il évoluait au poste de meneur.

## Palmarès
- Big Ten Conference All Defensive Team 2007, 2009
- EuroChallenge 2010